# Þrymlur

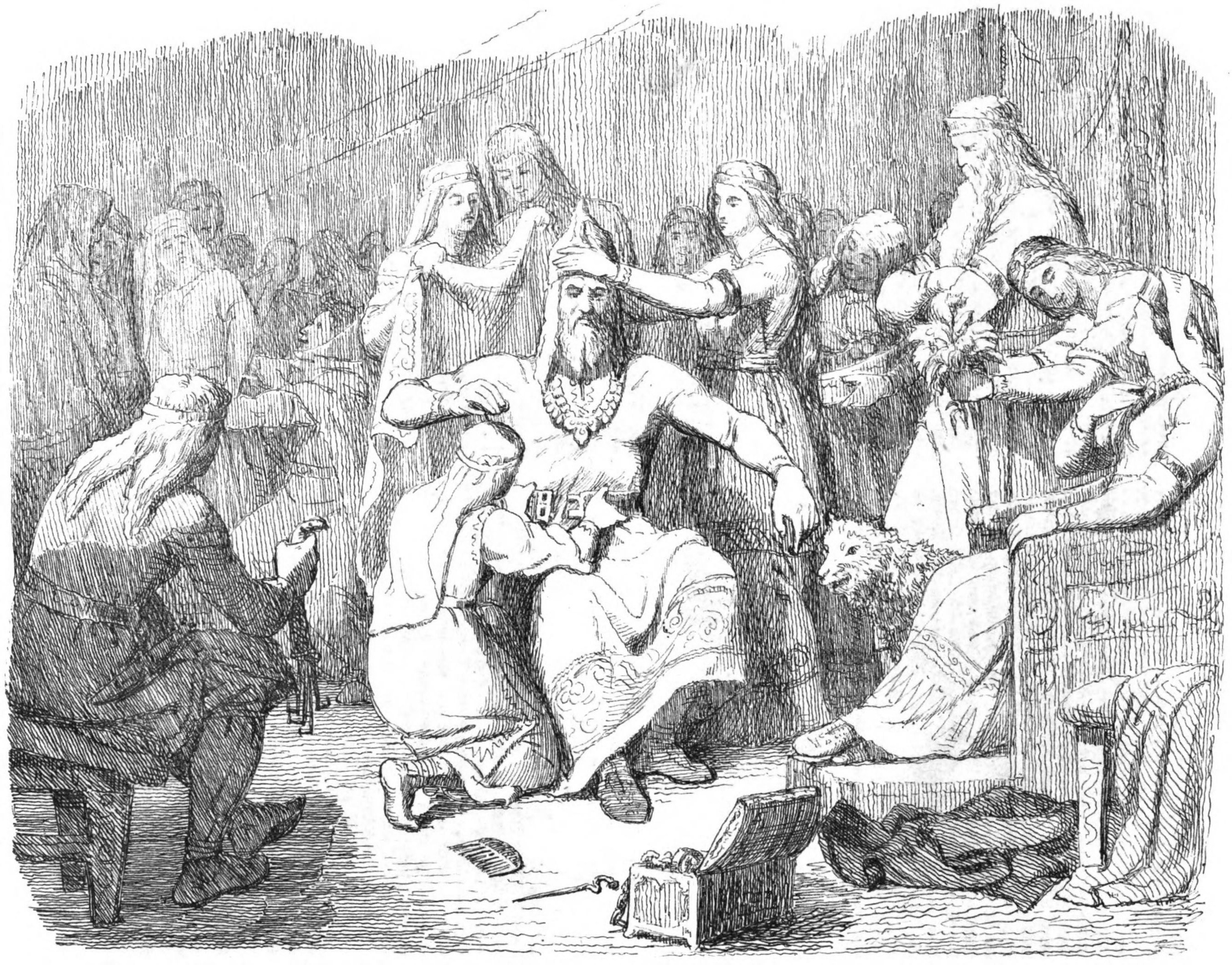
Tor blir klädd till brud. Litografi av Mårten Eskil Winge, 1865.

Þrymlur är en isländsk mytologisk rimacykel från omkring år 1400 av okänd upphovsman. Visan består av tre rimor på versmåtten ferskeytt (fyrradiga strofer med slutrim i varannan rad), braghenda (treradiga strofer) och stafhenda (variant av ferskeytt med parvisa rim). Visan har endast bevarats i handskriften Staðarhólsbók (AM 604g 4°). Samtliga tre rimor saknar inledande mansöngr, vilket är ett ålderdomligt drag, och ett par ord fattas i första rimans början. Att visan redan av sin författare gavs namnet Þrymlur omtalas i tredje rimans sista strof.
Handlingen är densamma som i eddadikten Trymskvädet (Þrymskviða), men det framgår av den första riman att författaren också varit väl förtrogen med Snorre Sturlassons Gylfaginning och Skáldskaparmál. Tors hammare har blivit stulen och jätten Trym, som är tjuven, vägrar återlämna stöldgodset med mindre än att han får Freja till brud. Men Freja vill inte, varför Tor själv måste fara till bröllopet utklädd till kärleksgudinna med lösbröst, kvinnokläder och ett bruddok framför ansiktet. Þrymlur är mer generös med detaljer än den ursprungliga eddadikten. Vi får veta att Tor for till Jotunheim på Skidbladner, och att han kom i ett stort och brokigt följe där också Höner var med. Namnen på flera i övrigt okända jättar och jättinnor räknas upp. Skildringen av den vilda bröllopsfesten i Tryms hall är full av burleskerier, inte minst vad gäller den näpna "brudens" (det vill säga Tors) glupande aptit: En oxe och tolv laxar sätter "hon" i sig – inte "åtta laxar" som i Trymskvädet, men författaren behövde ett rimord på det golv där inte ens ett avgnagt ben lämnades kvar åt hundarna (III:10). Slutet blir förstås blodigt: När "bruden" väl fått sin hand på hammaren är festen över för jättarnas del.
Hammarhämtningsmotivet har varit känt över hela det nordiska språkområdet och finns i flera ballader och folkvisor. På svenska finns Torsvisan eller Hammarhämtningen, på norska Torekall vinn att hamaren sin och på danska Tor af Havsgård. De går alla, liksom den isländska Þrymlur, tillbaka på samma berättelse som finns i Trymskvädet, men har ofta avvikande detaljer.